# Henrik Bromander
Henrik Bromander (né le 8 juin 1982 à Växjö) est un auteur de bande dessinée suédois. Il commence à publier dans Galago et Mega-Pyton au milieu des années 2000. En 2012, son ouvrage Smålands mörker, qui suit un fasciste homosexuel à Nässjö, lui vaut une certaine reconnaissance critique.

## Distinction
- 2013 : Prix Urhunden du meilleur album suédois pour Smålands mörker